# جوزيف سميث+
جوزيف سميث+ (بالإسبانية: Josep Ferrer Bujons) (و. 1959  م) هو شاعر، وكاتب، ولغوي، وفقيه لغوي إسباني، ولد في روبيو.

## التعليم
تعلم في جامعة برشلونة.